# Huevo del decimoquinto aniversario
El huevo del decimoquinto aniversario es uno de los huevos imperiales de Fabergé, un huevo enjoyado que el último zar de Rusia, Nicolás II, le regaló a su esposa la zarina Alejandra Fiódorovna por la Pascua de 1911.
Para la misma ocasión, el zar entregó el Huevo de laurel a su madre, la emperatriz viuda María Fiódorovna.
Fue fabricado en San Petersburgo bajo la supervisión de Henrik Wigström, en nombre del joyero ruso Peter Carl Fabergé, de la Casa Fabergé.

## Propietarios

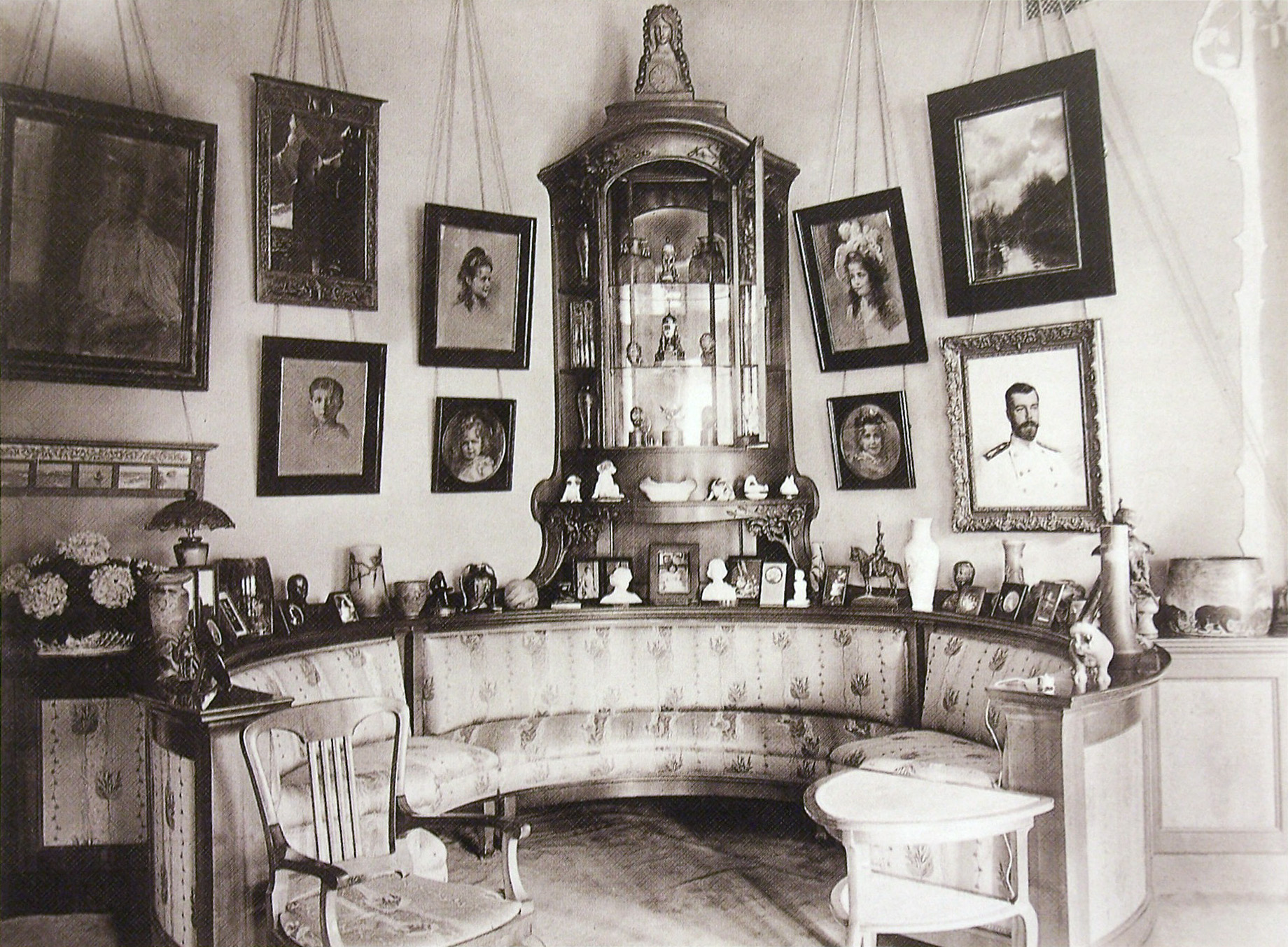
La Sala de Arce, hacia 1914. El huevo está a la izquierda en el estante del medio del gabinete.

El huevo fue colocado por la soberana en un gabinete de esquina en la Sala de Arce del Palacio de Alejandro, junto con la mayoría de los Huevos Imperiales hechos después del Domingo Sangriento de 1905, cuando la familia imperial eligió como principal residencia la seguridad de Tsárskoye Seló en lugar del Palacio de Invierno que se había vuelto demasiado peligroso. 
Se desconoce cómo llegó a Occidente el huevo del decimoquinto aniversario, probablemente un alto funcionario soviético lo vendió a un amigo en los Estados Unidos o a Hammer Galleries.
En 1966, fue vendido por A la Vieille Russie a la Forbes Magazine Collection, Nueva York; ya que esta también incluía el Huevo de laurel, también de 1911, era la única colección del mundo en tener dos Huevos de Pascua Imperiales del mismo año; era el huevo favorito de Malcolm Forbes.
El 4 de febrero de 2004, la casa de subastas Sotheby's anunció que, sin pasar por subasta, la colección de la revista Forbes había sido comprada por Víktor Vekselberg por casi 100 millones de dólares. Así, más de 180 obras de arte de Fabergé, incluido el Huevo del decimoquinto aniversario y otros ocho raros Huevos Imperiales, después de ochenta años regresaron a su país de origen, donde desde noviembre de 2013 se exhiben en el Museo Fabergé de San Petersburgo.

## Descripción

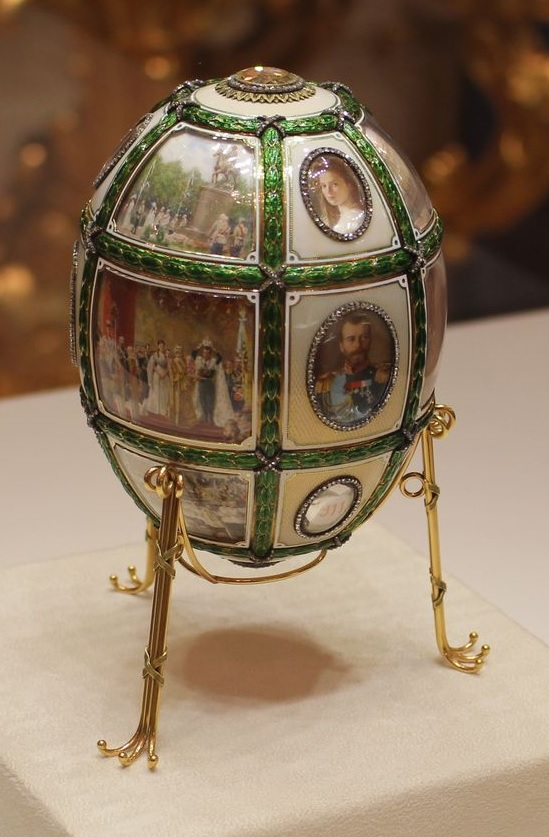
Un lateral.

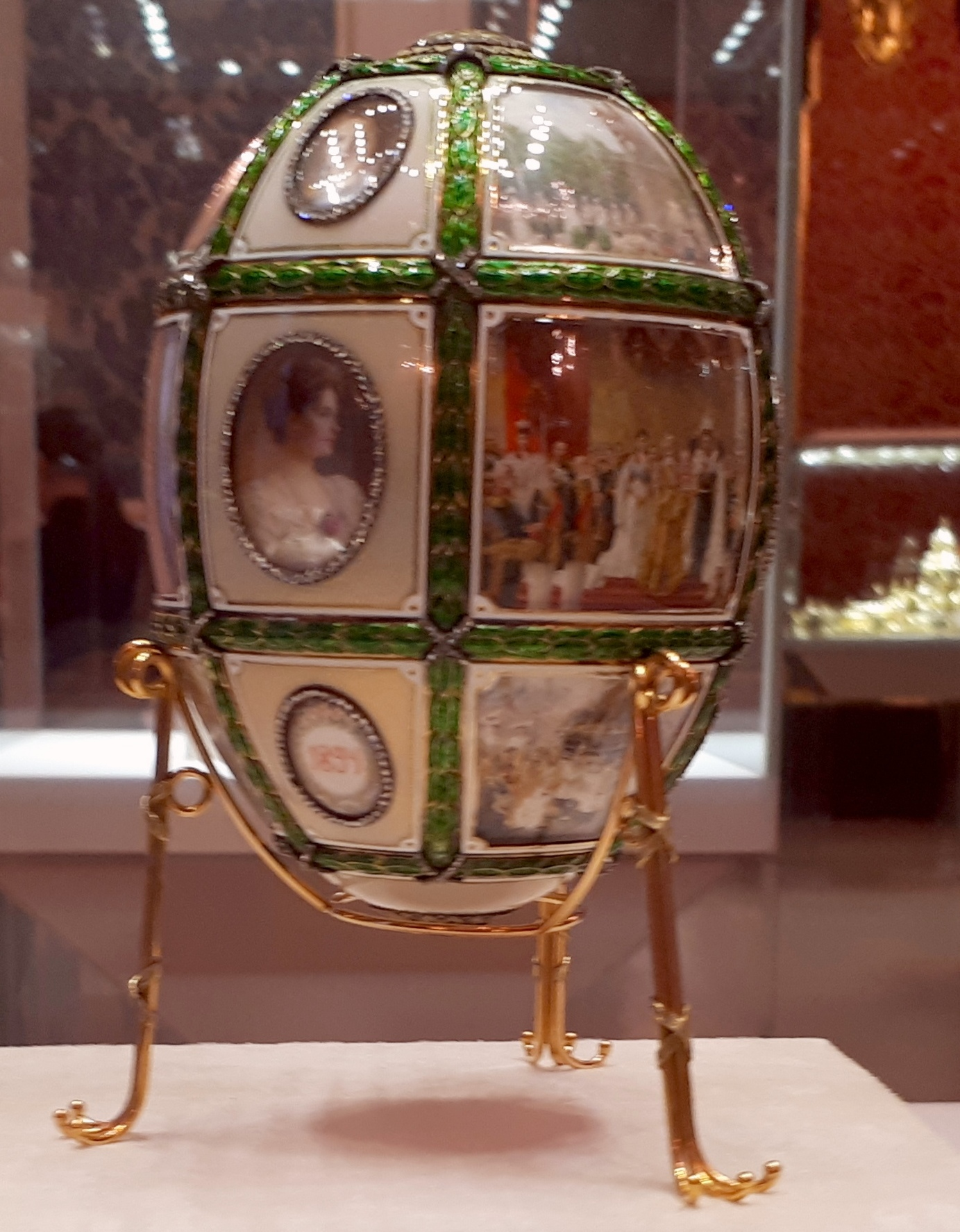
El otro lateral.

Este huevo de oro rojo en estilo Luis XVI conmemora el decimoquinto aniversario de la coronación de Nicolás II; la superficie esmaltada con ostra opalescente está dividida en dieciocho paneles por haces de hojas esmaltadas en verde translúcido y grabado, atadas en las intersecciones con cintas engastadas con diamantes, dieciséis de los paneles contienen otras tantas acuarelas sobre marfil, obra del miniaturista de la corte Vasili Zúiev, protegidas por placas de cristal de roca.
Los dos paneles restantes, colocados bajo los retratos de Nicolás y Alejandra, tienen en el centro dos marcos ovalados engastados con diamantes que encierran las cifras "1894", año de su matrimonio y "1911", el decimoquinto aniversario de la coronación, debajo de cada fecha una cinta lleva la inscripción Fabergé en cirílico.
En la parte superior del huevo se ve el monograma imperial de Alejandra Fiódorovna bajo un corte de diamante como una losa delgada, enmarcado con diamantes, en el extremo inferior está montado un diamante también enmarcado con diamantes más pequeños; los manojos de hojas verdes que dividen el huevo encierran ambos extremos en un círculo.
Las áreas alrededor de los marcos ovalados y los extremos superior e inferior del huevo están cubiertas con esmalte translúcido color perla sobre un fondo guilloché.
El interior del huevo está marcado con las iniciales del orfebre y con la marca de ensayo de "San Petersburgo 1908-1917, 72", estándar para oro de 18 quilates. Nunca contuvo ninguna sorpresa, contrariamente a las instrucciones dadas por el zar al respecto de estos huevos, y se desconoce el motivo.

### Retratos
Las siete exquisitas miniaturas de Zúiev muestran, dentro de marcos ovalados engastados con diamantes, retratos de toda la familia imperial: el zar Nicolás II, la emperatriz Alejandra Fiódorovna, el zarévich Alekséi y las grandes duquesas Olga, Tatiana, María y Anastasia.

### Escenas
Las otras nueve miniaturas tienen forma cuadrangular ocupando todo el espacio y representan momentos significativos del reinado de Nicolás II:
- La procesión ceremonial a la Catedral de la Dormición de Moscú.
- La coronación de Nicolás II.

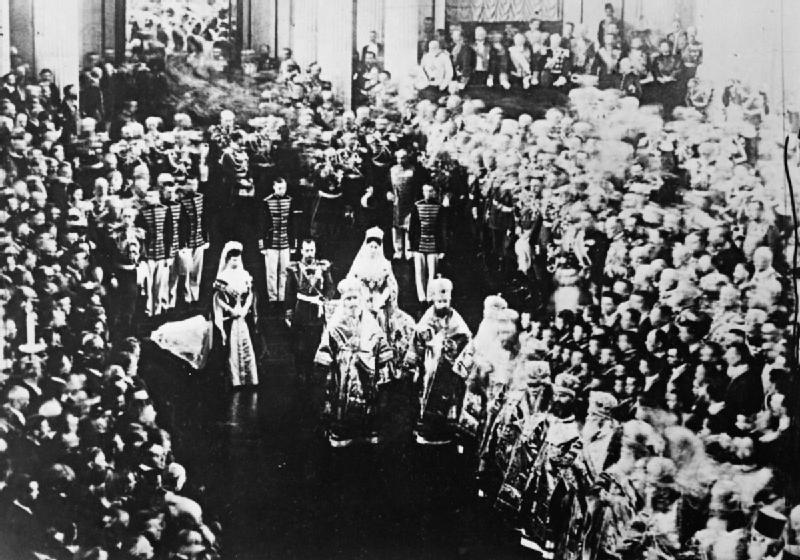
La coronacion, fotografía de 1896.

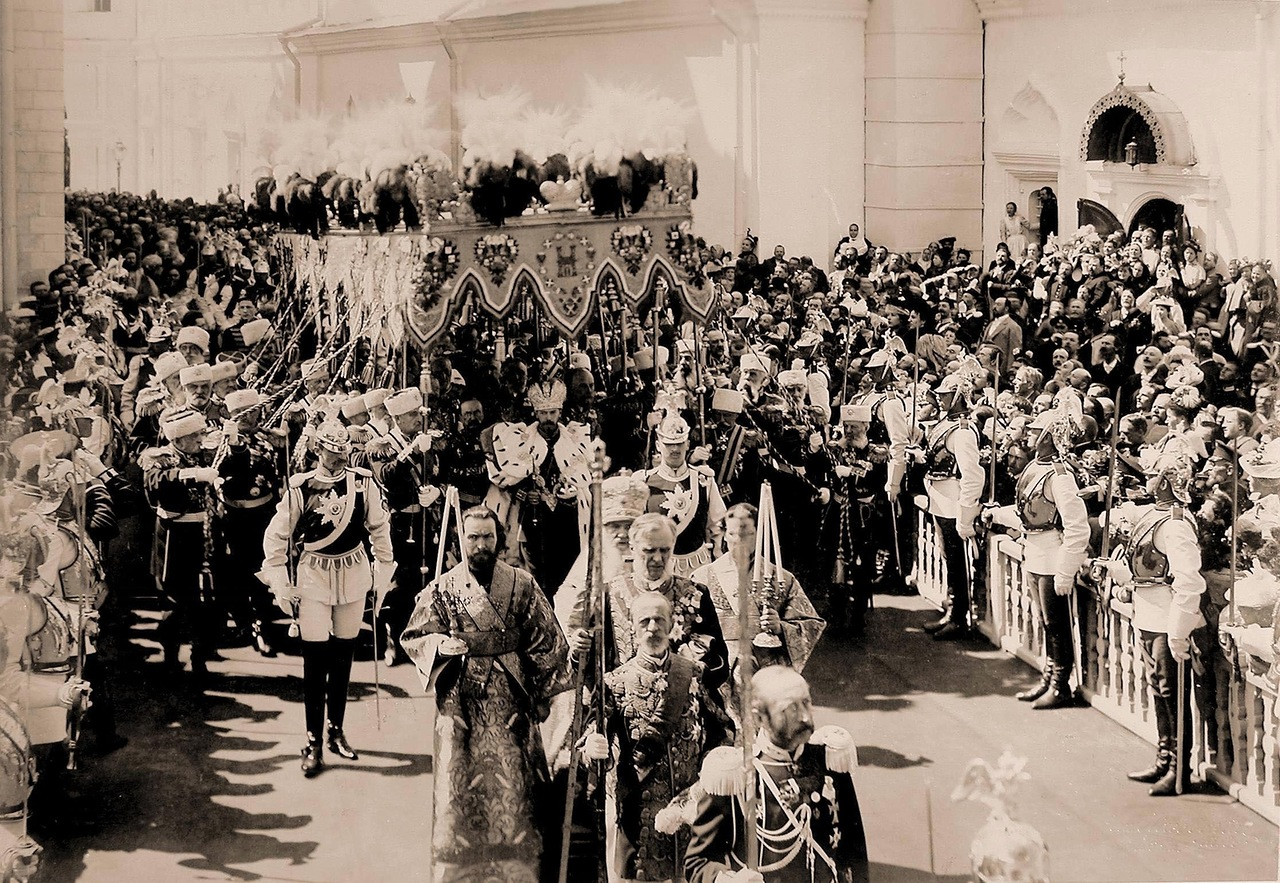
El zar después de su coronación deja la Catedral de la Dormición bajo un dosel, 1896.

Las dos escenas de las fiestas de coronación de 1896, la procesión a la catedral de la Dormición y la coronación del zar, muestran momentos de gloria para la pareja imperial. Sin embargo, el joven zarévich Nicolás no estaba preparado para la repentina muerte de su padre; tímido y retraído, más feliz en su círculo familiar más cercano, a regañadientes fue arrojado al centro de atención. Inicialmente fue influenciado por sus tres tíos autoritarios y detestaba los deberes frustrantes que absorbían su tiempo. Al día siguiente de las ceremonias de coronación, la tragedia de Jodynka, con unos 1.400 muertos provocados por la incompetencia del gobernador general de Moscú y del tío del zar, el gran duque Sergio Aleksándrovich, arrojó un mal augurio sobre el reinado de Nicolás.
- Puente Alejandro III en París.

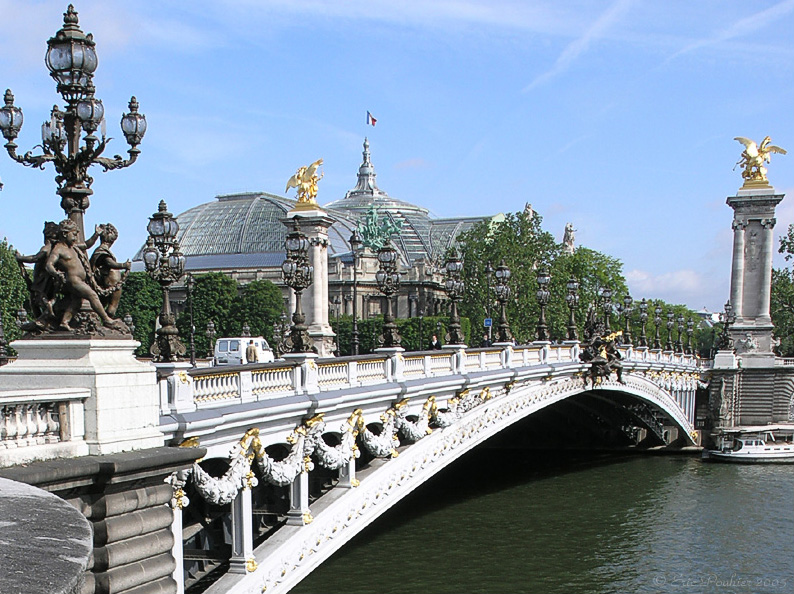
Puente Alejandro III en París.

La miniatura del puente de Alejandro III de París muestra el Grand Palais al fondo. Ambos edificios, que aún están en pie, se terminaron a tiempo para la inauguración de la Exposición Universal de 1900. Nicolás y Alejandra, en medio de gran pompa y fanfarria, colocaron la primera piedra del puente en 1896, un símbolo visible de la alianza franco-rusa. El zar y la zarina deberían haber inaugurado el puente terminado en la inauguración de la Exposición Universal el 14 de abril de 1900, pero no lo hicieron, según algunos porque la zarina temía un ataque terrorista, en su lugar asistió a la inauguración el embajador ruso, el kniaz (príncipe) Lev Urúsov.
- Palacio Huis ten Bosch en La Haya, el sitio de la Primera Conferencia de Paz.

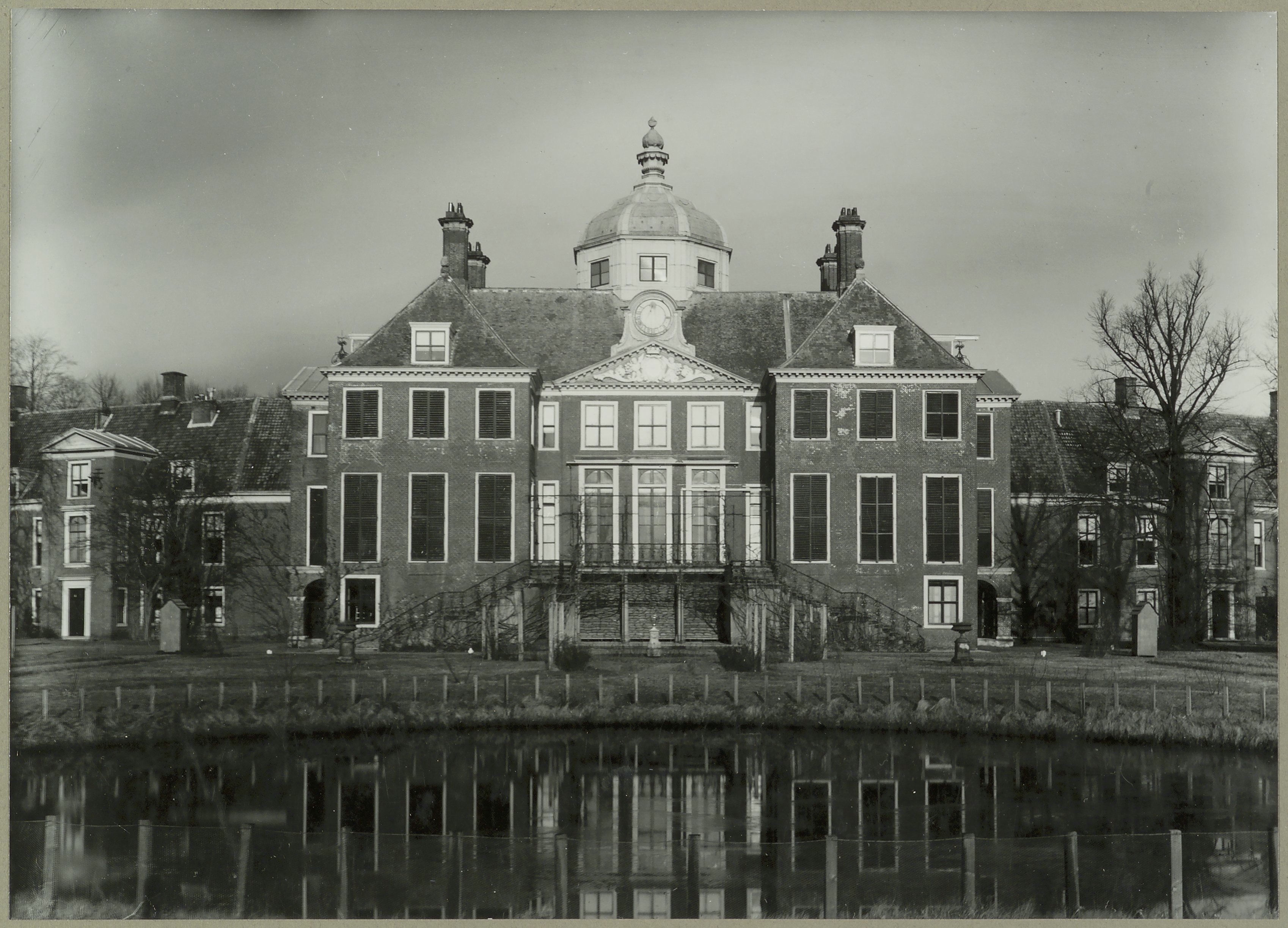
El palacio Huis ten Bosch, en La Haya; fotografía de 1943.

La miniatura muestra el Huis ten Bosch de La Haya, el edificio donde en mayo de 1899 se celebró la Conferencia de Paz encargada por Nicolás II. Los participantes acordaron las reglas de la guerra y establecieron una Corte Permanente de Arbitraje. Por esto, el zar se ganó el título de "pacificador". No obstante, la carrera armamentista que Nicolás deploró involucró al propio zar en la desastrosa guerra ruso-japonesa y lo llevó a luchar contra su propio primo, el Káiser Guillermo II del lado de Francia en la Primera Guerra Mundial, lo que resultó en la desaparición de ambos grandes imperios.
- La ceremonia de bienvenida de los miembros de la Primera Duma en el Palacio de Invierno.

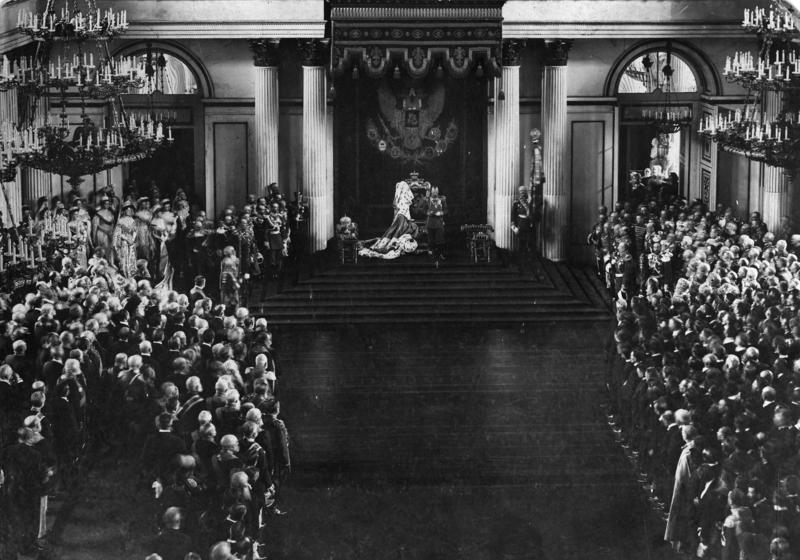
En la sala del trono del Palacio de Invierno, Nicolás II pronuncia un discurso ante los diputados de la Duma.

Después de la humillante derrota a manos de los japoneses a principios de 1905, la cruel represión del levantamiento del 22 de enero de 1905 (Domingo Sangriento), las huelgas subsiguientes y el asesinato del gran duque Sergio Aleksándrovich, el zar firmó el histórico Manifiesto del 17 de octubre de 1905 transformando el Imperio ruso de una autocracia absoluta en una monarquía semi-constitucional. En marzo de 1906, se celebraron elecciones. En mayo de 1906, Nicolás pronunció el discurso de apertura de la Primera Duma en el Salón del Trono: el Salón de San Jorge del Palacio de Invierno. La miniatura de Zúiev es una copia de la foto que conmemora la ocasión. Esta oportunidad histórica, que podría haber cambiado el curso de los acontecimientos y que muchos habían acogido con alegría, no fue aprovechada: el zar y la zarina consideraron las exigencias demasiado liberales y disolvieron la Duma al poco tiempo.
- Museo Ruso de  Su Majestad Imperial Alejandro III.

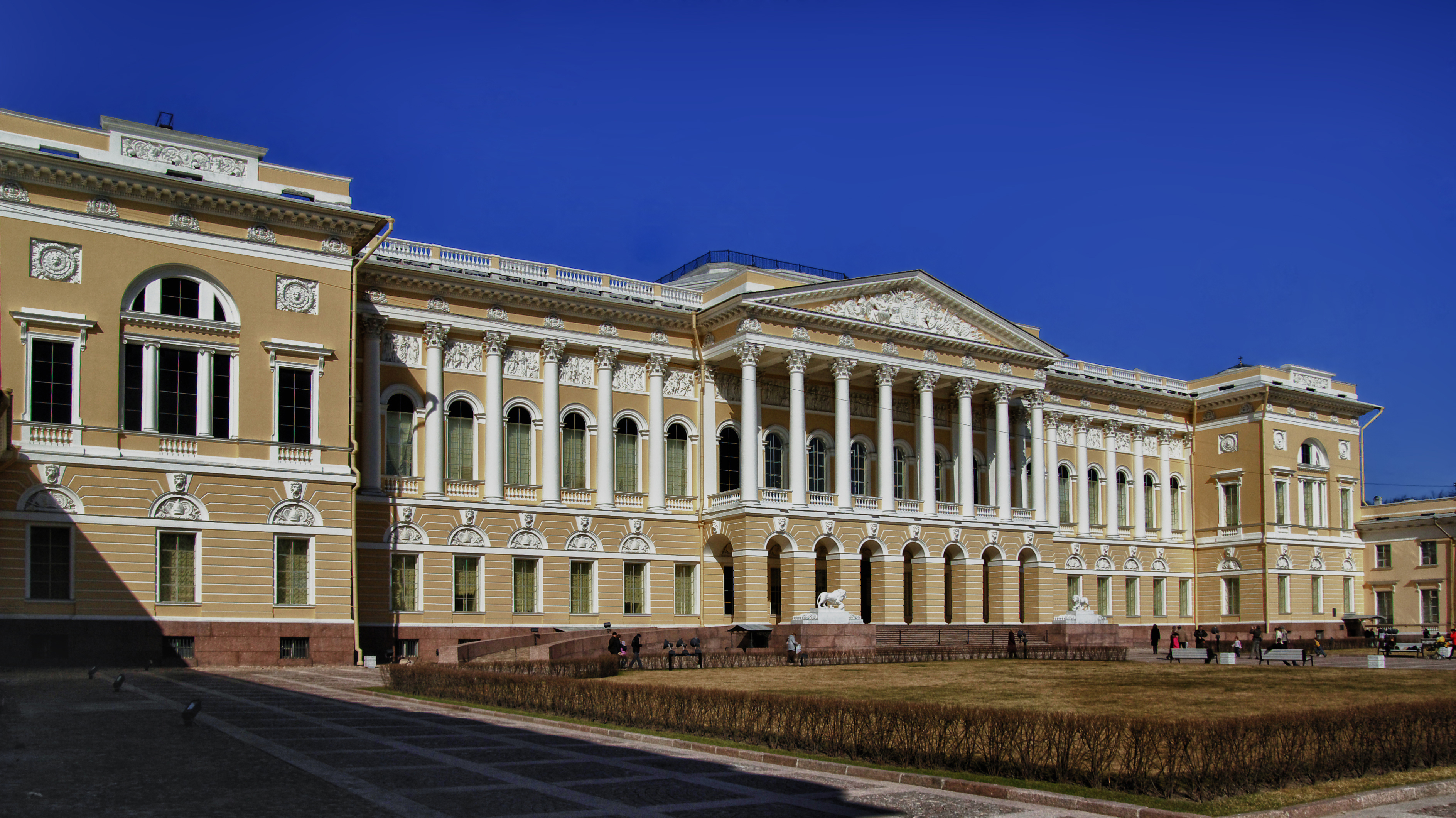
La sede del Museo Ruso.

El Museo del Zar Alejandro III o Museo Ruso está ubicado en el Palacio Mijáilovski, diseñado por Carlo Rossi en estilo toscano, que fue construido entre 1819 y 1825 para el hermano de Alejandro I, el gran duque Miguel Pávlovich. En 1893, el zar Alejandro III decidió establecer un museo de arte ruso en San Petersburgo equivalente a la Galería Tretiakov de Moscú. Después de la muerte de su padre, Nicolás II vio cómo se completaba el proyecto. La transformación del edificio se inició en 1895, y el museo fue inaugurado en 1898. Originalmente contenía una colección de 2.500 obras de arte ruso obtenidas de los palacios imperiales, el Hermitage, el Palacio de Alejandro, la Academia Imperial de las Artes y de colecciones privadas y estaba abierta al público de forma gratuita. Entre sus muchos tesoros había pinturas de Repin, Makovski, Súrikov y Serov. Su primer director fue el gran duque Jorge Mijáilovich asistido por el Conde Tolstói. Hoy el museo contiene más de 370.000 obras de arte.
- La inauguración del Monumento a Pedro el Grande en Riga.

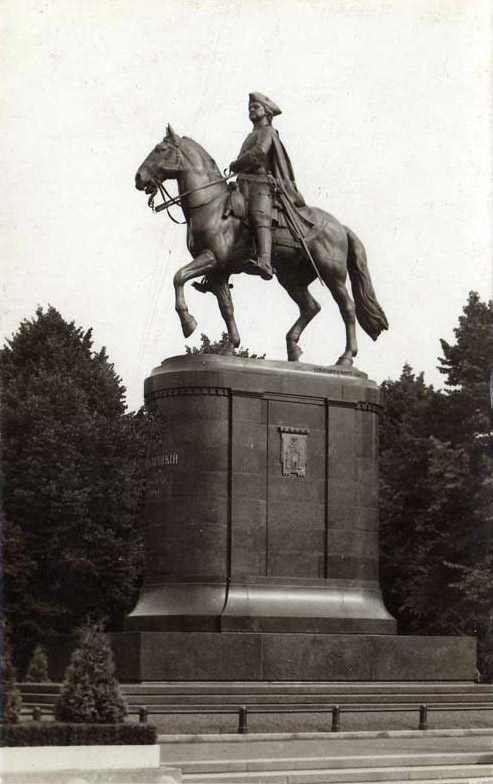
Monumento a Pedro el Grande en Riga, década de 1910.

Riga, ubicada en la desembocadura del Daugava en el mar Báltico, fue originalmente una ciudad alemana, luego polaca hanseática, y fue conquistada por Gustavo Adolfo, rey de Suecia, en 1621. Frente a la ciudad vieja, al final del  se encontraba una estatua ecuestre de bronce de Pedro el Grande de Schmidt-Cassel, que se inauguró en 1910 en presencia del zar. Conmemoraba la victoria de los ejércitos rusos del general Sheremétev el 4 de julio de 1710 sobre los suecos después de un asedio de ocho meses a la ciudad. Después del Tratado de Nystad de 1721, Livonia y su capital, Riga, pasaron a formar parte del Imperio Ruso. A principios del siglo XX, Riga era, después de San Petersburgo, el centro comercial e industrial ruso más importante del Mar Báltico, con una población de medio millón de habitantes, exportaciones por valor de 225 millones de rublos e importaciones por valor de 155 millones. En 1915, al estallar la Primera Guerra Mundial, por temor a que cayera en manos enemigas, la estatua fue retirada de su pedestal y cargada en un barco de transporte que debía llevarla a un lugar seguro, pero que en cambio fue hundido cerca de la isla de Vormsi; en 1928, se demolió el pedestal y en 1931 se inició en su lugar la construcción del Monumento a la Libertad, que fue inaugurado en 1935. En 1934, se recuperó la estatua, aunque en pedazos; muchos años después, por iniciativa privada, la estatua fue restaurada, actualmente es visible en un estacionamiento privado en Riga. Se puede encontrar una copia frente al Palacio de Constantino en Strelna.
- Inauguración en Poltava del monumento conmemorativo del 200 aniversario de la Batalla de Poltava.

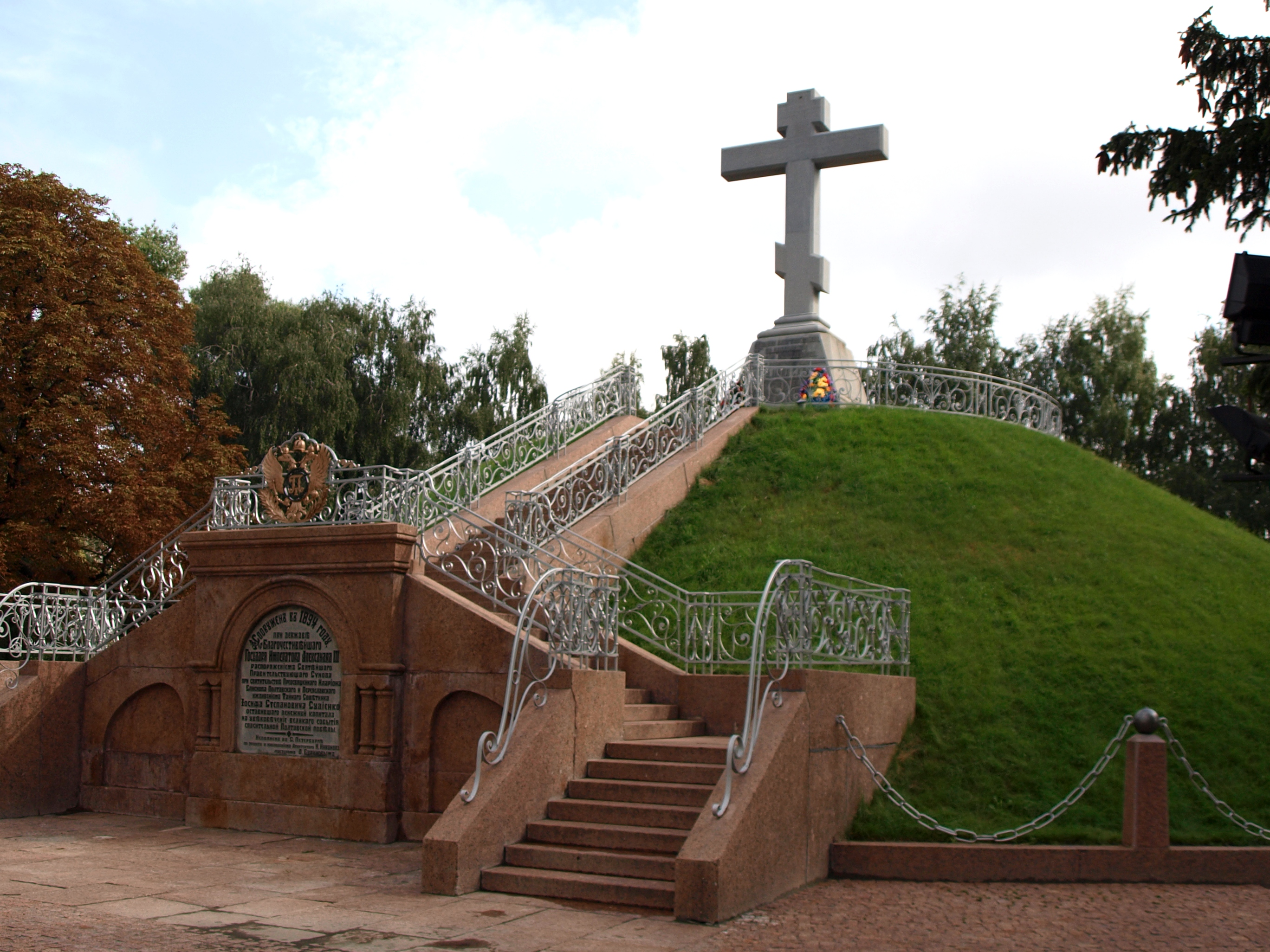
Tumba sueca en Poltava.

1909 marcó el bicentenario de la Batalla de Poltava el 27 de junio de 1709, cuando Pedro el Grande, con un ejército de 42.000 hombres y setenta y dos cañones, derrotó al rey Carlos XII de Suecia con sus 27.000 soldados y solo cuatro cañones, cambiando así el curso de la Gran Guerra del Norte a favor de Rusia, que eventualmente se establecería como una gran potencia europea. Para la ocasión, se erigió una gran cruz de piedra sobre la llamada Tumba Sueca, un montículo alto, donde fueron enterrados los 1.345 soldados rusos que murieron en la batalla. Una gran celebración conmemorativa se llevó a cabo en Poltava en 1909.
- La traslación de las reliquias de Serafín de Sarov.

Después del nacimiento de cuatro hijas en 1895, 1897, 1899 y 1901, el zar y la zarina, por sugerencia del místico y sanador francés Philippe Nizier Vachot, presionaron para que se canonizara a Serafín de Sarov (1759-1833), un monje ermitaño asociado con muchas curaciones milagrosas, incluidas las de dos miembros de la familia imperial. La miniatura de Zúiev muestra el traslado de los restos del santo en la catedral de Sarov el 19 de julio de 1903, en presencia del Zar, quien registró el evento en su diario. La zarina rezó por la intercesión del santo y en 1904 nació el ansiado heredero varón. Su nacimiento, recibido con inmenso alivio y alegría, desencadenó hechos nefastos: la hemofilia que padecía el niño permitió poco después a Rasputín influir en la zarina y la política rusa, acelerando la caída de la Dinastía Románov.

### Soporte y estuche
También se conserva la caja original en forma de huevo, recubierta de terciopelo, el forro de la tapa lleva impresos en caracteres cirílicos negros: "Fabergé/San Petersburgo/Moscú/Londres" bajo el águila imperial que la distinguía como proveedor oficial de la corte rusa.
El soporte de tres patas, dorado, en el mismo estilo Luis XVI, no está marcado.